# Prisjan
Prisjan (cyr. Присјан) – wieś w Serbii, w okręgu pirockim, w mieście Pirot. W 2011 roku liczyła 79 mieszkańców.